# 阿字ヶ浦海水浴場
阿字ヶ浦海水浴場（あじがうらかいすいよくじょう）は茨城県ひたちなか市阿字ヶ浦町にある海水浴場。

## 概要
南北1.5 kmにわたる砂浜からなる海水浴場で、茨城県では直線距離で6 km前後南（鹿島灘の北端部）に位置している大洗サンビーチ海水浴場に次ぐ規模の海水浴客が来場する。
目立ったリゾート施設や大きなホテルはないが、国営ひたち海浜公園、大洗水族館、那珂湊漁港市場が全て自動車で30分以内で行ける距離にある。また小さな民宿や旅館は充実しており、東京からの手ごろな距離や価格の安さもあって、大学生の合宿によく利用されている。海水浴シーズン以外は人気が少なく、全体的に海岸沿いは寂れた雰囲気である。民宿・旅館が集中する、海岸の南側の坂を登ったところには酒列磯前神社が鎮座する。
かつてから風光明媚な砂浜は、東洋のナポリと呼ばれていたが、常陸那珂港建設の影響で、海岸が侵食傾向となり、砂浜部分が狭くなっている。常陸那珂港建設以降、沖に築かれた堤防が功を奏し、2011年3月11日の東日本大震災発生時には津波被害を免れた。
市内の最大波高は、同日16時52分に観測された第3波の4.0メートルであった。

## 歴史
大正期以前は、今の阿字ヶ浦海水浴場のある砂浜地帯は、ごく小規模の製塩や漁業が営まれている過ぎなかった。1925年（大正14年）に、地元の青年リーダーであった黒沢忠次がこの砂浜を海水浴場として開発することを構想し、沿線開発を目論む湊鉄道と販路の拡大を狙うローカル紙の常総新聞の協力を得て、「前浜テント村」という名前で海水浴場を開設する。
1927年（昭和2年）にテントがバラックの脱衣所に変わり、「前浜テント村」では名前がおかしいということで、これを機に黒沢と湊鉄道は海水浴場の名前を新しく「阿字ヶ浦」に変更する。1928年（昭和3年）には磯崎駅が終点だった湊鉄道を延伸させて阿字ヶ浦駅が開業し、常総新聞の宣伝効果もあって瞬く間に大洗に次いで茨城県を代表する海水浴場となる。
阿字ヶ浦は元は南の平磯の岩礁や海岸を指すもので、県南の霞ヶ浦との語呂がよいという理由で採用されたものである。以前はこの地域は前浜という名前であったが、海水浴場が成功したことで阿字ヶ浦と呼ばれるようになり、1957年（昭和32年）には正式に字名を前浜から阿字ヶ浦町に変更している。
2000年代初頭には、海岸の浸食が進み砂浜はほとんどなく、砂利が剥き出しで荒い波が打ち寄せる状況にあった。海水浴場を取り戻すための工事が始まり、沖合に数千個の消波ブロックで離岸堤を造成、砂を投入する養浜を続けた結果、砂浜を取り戻すに至っている。
2020年（令和2年）は、新型コロナウイルスの感染症拡大に伴い海水浴場は開場できなかった。翌2021年（令和3年）7月22日には海開きが行われたものの、同年8月6日に新型コロナウイルス感染の急拡大に伴う県独自の緊急事態宣言が発令されたため、同日で閉鎖となった。
阿字ヶ浦海水浴場の南端には、開発の功労者である黒沢忠次の瑞宝章受章を記念して銅像が1975年（昭和50年）に建てられている。

## アクセス
- ひたちなか海浜鉄道湊線阿字ヶ浦駅より徒歩5分
- 常陸那珂有料道路ひたち海浜公園インターチェンジより数分

## 関係項目
- ウィキメディア・コモンズには、阿字ヶ浦海水浴場に関するカテゴリがあります。
- 酒列磯前神社
- 堀出神社